# La vendetta di Fu Manchu
La vendetta di Fu Manchu (The Vengeance of Fu Manchu) è un film  del 1967 diretto da Jeremy Summers.

## Trama
Il film, girato a Hong Kong, narra di Fu Manchu, noto criminale, che nell'intento di vendicarsi dei continui piani falliti per colpa della polizia rapisce un commissario. Nayland Smith dovrà vedersela anche con un altro Fu Manchu.